# Баскин, Игорь Владимирович
Игорь Владимирович Баскин (12 мая 1963) — советский и российский мультидисциплинарный художник (арт-объекты, перформанс, медиа-арт, живопись, графика), куратор, музыкант, автор текстов.

## Биография

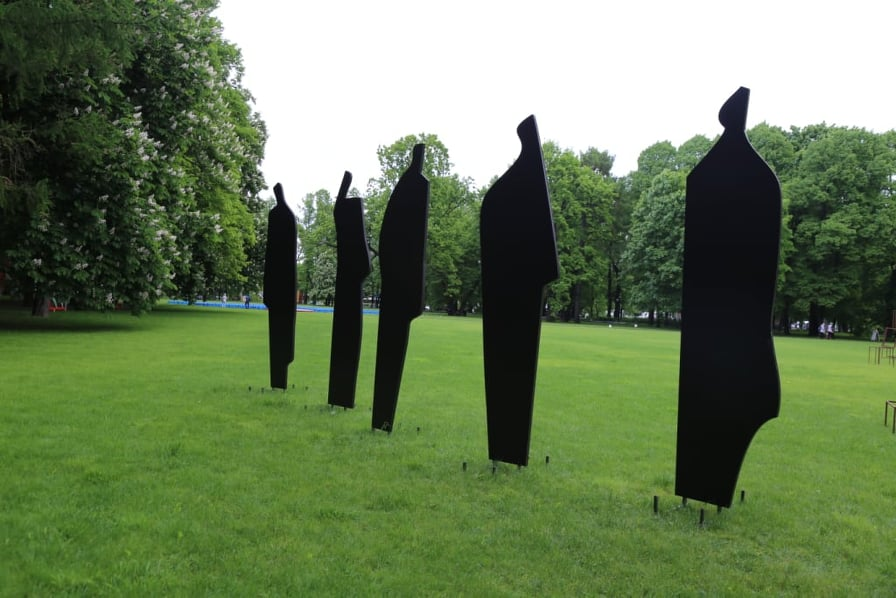
Помни о тени (объекты инсталляции Игоря Баскина). 2017, Михайловский сад Государственного Русского музея, Санкт-Петербург

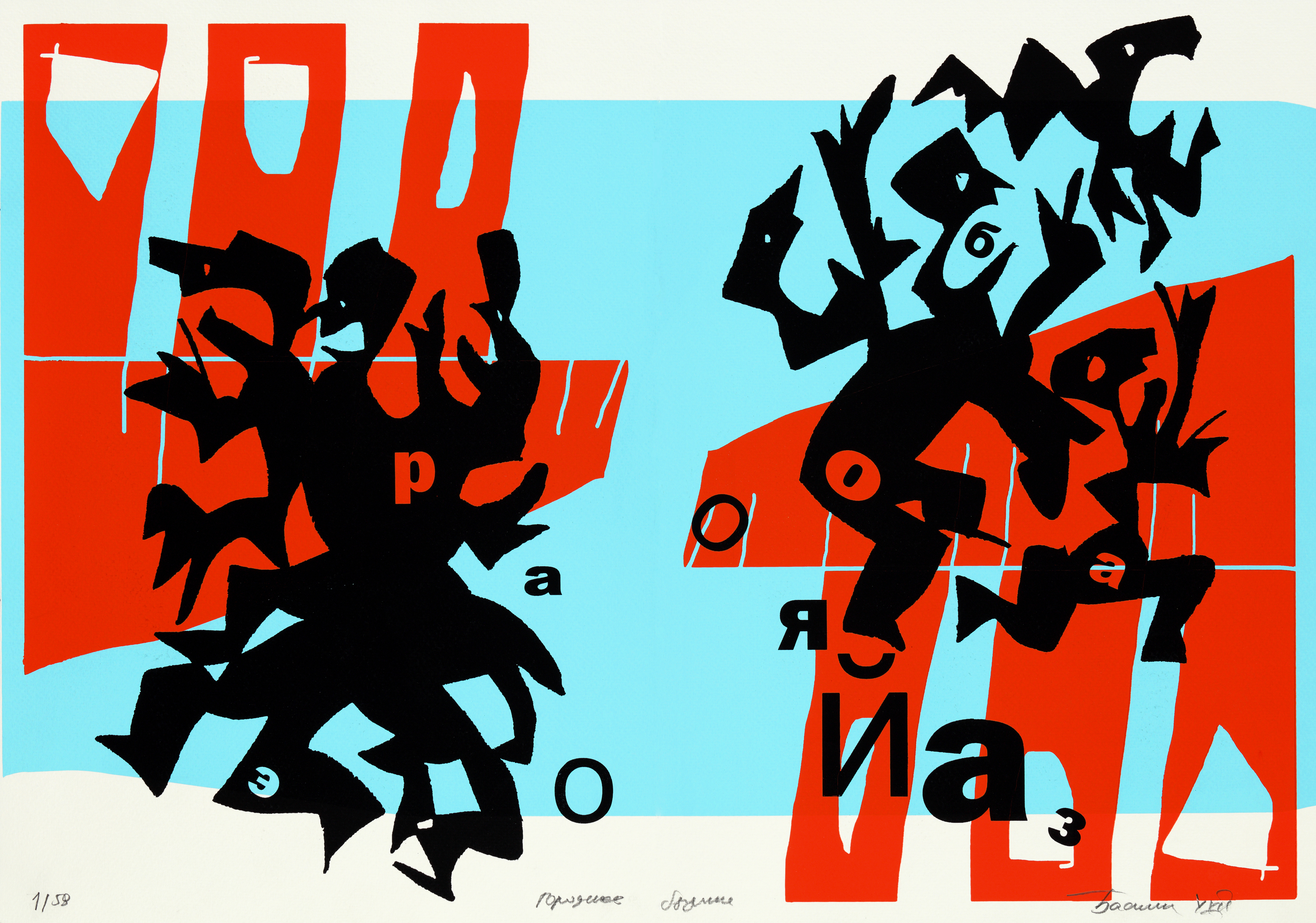
Городское безумие (для проекта Город как субъективность художника). 2019, 420×594 мм, бумага, шелкография в три цвета (с флуоресцентной краской).

Игорь Баскин родился в Ростове-на-Дону. Впоследствии жил в Благовещенске на Амуре и Хабаровске. Окончил художественно-графический факультет Хабаровского педагогического института (1985). Служил в Советской армии. После службы в армии художник переехал жить в Ленинград (1987). Член СХ России и фонда Свободная культура (Пушкинская-10, СПб). Неоднократно Баскин выступал в роли куратора групповых выставок. С 1996 года является автором ряда концептуальных проектов: в том числе — Программы Персонификации. Основатель направлений Неинтеллектуальное искусство и Петербургский Трансконцептуализм (терминология художника). Выступает как музыкант со своим коллективом d-sound project, периодически делая это в корпусе Бенуа Государственного Русского музея.
Это четвёртое выступление в рамках совместного с Русским музеем масштабного проекта по созданию „музыкальных копий“ известных произведений из экспозиции музея. Ранее коллектив интерпретировал полотна Василия Кандинского, Ивана Айвазовского и Джаспера Джонса. D-sound project — это композиторско-импровизационный, звуко-музыкальный проект художника Игоря Баскина, на пересечении современной академической музыки, звукового авангарда и концептуального искусства, часть направления „Санкт-Петербургский трансконцептуализм“. Оригинальные музыкальные интерпретации живописи Михаила Врубеля позволят по-новому взглянуть на творчество одного из удивительнейших, загадочных и любимых в России живописцев, погрузиться в особую атмосферу его искусства.
Игорь Баскин участник значительного числа персональных и групповых выставок, а также кинофестивалей в России и за рубежом. Получал гранты международных культурных и творческих организаций и институций. С перформансом «Имя художника» Игорь Баскин номинировался на Премию Сергея Курёхина в разделе Лучший медиаобъект года (2012).
Баскин — один из участников крупного группового проекта в формате книги художника — Город как субъективность художника (2018—2020).
В 2017 году принял участие в Международном фестивале "Императорские сады России" ("Авангарденс"), выставив в Михайловском саду Русского музея пространственную инсталляцию "Помни о тени" .
Живёт и работает в Санкт-Петербурге и Хайфе.

## Музейные собрания
- Научная библиотека Эрмитажа. Сектор редких книг и рукописей (Санкт-Петербург)[16].
- Государственный Русский музей. Отдел гравюры XVIII—XXI вв.; Отдел мультимедиа (Санкт-Петербург).
- Научная библиотека Третьяковской галереи. ГТГ. (Москва).
- Мультимедиа-арт-музей (Москва).
- Ярославский художественный музей.
- Музей политической истории России (Санкт-Петербург).
- Музей памяти жертв нацизма (Санкт-Петербург).

Государственный каталог Музейного фонда Российской Федерации: работы художника описанные в государственных собраниях.